# Heard 'Em Say
Heard 'Em Say è un brano musicale del rapper statunitense Kanye West, estratto come terzo singolo dall'album Late Registration del 2005. Il brano figura il featuring di Adam Levine, frontman dei Maroon 5, e contiene alcuni estratti della canzone di Natalie Cole Someone That I Used to Love.

## Tracce
CD-Maxi
1. Heard 'Em Say (Radio Edit) – 3:27
2. Heard 'Em Say (Instrumental) – 3:26
3. Heard 'Em Say (Explicit) – 3:26
4. Back to Basics – 1:40
5. Heard 'Em Say (Video) – 4:31

## Classifiche
| Classifica (2005/2006)               | Posizione più alta |
| ------------------------------------ | ------------------ |
| Australia                            | 27                 |
| Canada                               | 19                 |
| Europa                               | 71                 |
| Finlandia                            | 10                 |
| Germania                             | 95                 |
| Irlanda                              | 23                 |
| Paesi Bassi                          | 67                 |
| Nuova Zelanda                        | 15                 |
| U.S. Billboard Hot 100               | 26                 |
| U.S. Billboard Hot R&B/Hip-Hop Songs | 17                 |
| U.S. Billboard Hot Rap Tracks        | 12                 |
| U.S. Billboard Pop 100               | 34                 |
| U.S. Billboard Rhythmic Top 40       | 23                 |
| Regno Unito                          | 22                 |